# アウトバーン 65
アウトバーン 65（ドイツ語: Bundesautobahn 65, BAB 65 または A 65）はドイツの高速道路、アウトバーンの一路線である。
北のルートヴィヒスハーフェンから南のヴェルト・アム・ラインまで59 kmの路線を持つ地方道路である。